# Čchen Jüe-ling
Čchen Jüe-ling, čínsky pchin-jinem Chén Yuèlíng, znaky zjednodušené 陈跃玲, tradiční 陳躍玲 (* 1. dubna 1968 nebo 1960 nebo 24. prosince 1969 Tchie-ling, Liao-ning, ČLR) je bývalá čínská a později americká atletka, chodkyně, čínská olympijská vítězka v chůzi na 10 kilometrů z roku 1992.

## Sportovní kariéra
Jejím prvním úspěchem bylo vítězství v chůzi na 10 kilometrů na mistrovství Asie v roce 1989. Na světovém šampionátu v roce 1991 došla do cíle této disciplíny osmá. Největší úspěch pro ni znamenalo vítězství v chodeckém závodě na 10 kilometrů na olympiádě v Barceloně v roce 1992. Při svém druhém olympijském startu v roce 2000 už reprezentovala USA.

## Osobní rekordy
- Chůze na 10 kilometrů – 42:46,7 (1992)
- Chůze na 20 kilometrů – 1:33:40 (2000)